# Jyväskylä Rangers
Gli Jyväskylä Rangers  sono stati una squadra di football americano di Jyväskylä, in Finlandia.

## Dettaglio stagioni

### Tornei nazionali

#### Campionato

##### Vaahteraliiga
| Stagione | regular season | regular season | regular season | regular season | regular season | regular season | playoff | playoff | playoff | playoff | playoff | playoff   | playoff    |
|          | Vin            | Par            | Per            | Tot            | PF             | PS             | Vin     | Per     | Tot     | PF      | PS      | risultato | avversaria |
| -------- | -------------- | -------------- | -------------- | -------------- | -------------- | -------------- | ------- | ------- | ------- | ------- | ------- | --------- | ---------- |
| 1981     | 1              | 0              | 6              | 7              | 30             | 333            | -       | -       | -       | -       | -       | -         | -          |
| 1982     | 2              | 0              | 6              | 8              | 84             | 256            | -       | -       | -       | -       | -       | -         | -          |
| Totale   | 3              | 0              | 12             | 15             | 114            | 589            | -       | -       | -       | -       | -       |           |            |

Fonti: Enciclopedia del Football - A cura di Massimo Mezzetti

##### I-divisioona
| Stagione | regular season | regular season | regular season | regular season | regular season | regular season | playoff | playoff | playoff | playoff | playoff | playoff   | playoff    |
|          | Vin            | Par            | Per            | Tot            | PF             | PS             | Vin     | Per     | Tot     | PF      | PS      | risultato | avversaria |
| -------- | -------------- | -------------- | -------------- | -------------- | -------------- | -------------- | ------- | ------- | ------- | ------- | ------- | --------- | ---------- |
| 1983     | 1              | 0              | 4              | 5              | 45             | 109            | -       | -       | -       | -       | -       | -         | -          |
| 1984     | 2              | 1              | 5              | 8              | 80             | 149            | -       | -       | -       | -       | -       | -         | -          |
| Totale   | 3              | 1              | 9              | 13             | 125            | 258            | -       | -       | -       | -       | -       |           |            |

Fonti: Enciclopedia del Football - A cura di Massimo Mezzetti

## Palmarès
- 1 Spagettimalja (1985)